# Città di Siracusa
Il Città di Siracusa è stato un incrociatore ausiliario (e successivamente una nave distillatrice) della Regia Marina ed un piroscafo passeggeri italiano.

## Storia

### I primi anni e la guerra italo-turca
Costruita nei cantieri Odero di Genova tra il 1909 ed il 1910, l'unità faceva parte di una serie di quattro veloci piroscafi passeggeri ordinati dalle Ferrovie dello Stato (gli altri tre erano Città di Messina, Città di Palermo e Città di Catania). Tali navi, simili nelle caratteristiche generali, si differenziavano nell'apparato propulsivo e di conseguenza anche nell'aspetto. Fin dalla costruzione era previsto, nei piani della Regia Marina, che in caso di guerra le quattro navi, per via della loro notevole velocità (20 nodi), sarebbero state requisite, armate ed impiegate come incrociatori ausiliari.
Per questo motivo nel 1911-1912 la nave, requisita ed armata come incrociatore ausiliario, conobbe il suo primo impiego operativo durante la guerra italo-turca. Nel dicembre 1911 l'incrociatore ausiliario fu inviato a pattugliare le coste egiziane, fermando le navi sospette in entrata od in uscita dal porto di Alessandria d'Egitto. Il 13 dicembre 1911 la nave fermò ed ispezionò il piroscafo romeno Ammiraglio Traiano, prelevandone dei documenti che un ufficiale imbarcato come passeggero portava con sé. 
In marzo il Città di Siracusa pattugliò la costa libica nella zona di Leptis Magna, contribuendo, con le sue artiglierie, alla difesa delle posizioni italiane.
Il 10 aprile 1912 l'unità partecipò, insieme agli incrociatori corazzati Carlo Alberto e Marco Polo, al similare incrociatore ausiliario Città di Catania, al cacciatorpediniere Fulmine ed alla torpediniera Alcione, ad un bombardamento della città di Zuara (centro di contrabbando di materiali bellici per le truppe ottomane), seguito da uno finto sbarco simulato dai piroscafi Sannio, Hercules e Toscana.
Poche settimane dopo, il 2 maggio 1912, il Città di Siracusa lasciò Tobruch per scortare, insieme ad un altro incrociatore ausiliario, il Duca di Genova, alla corazzata Ammiraglio di Saint Bon, al vetusto incrociatore corazzato Vettor Pisani e a un gruppo di siluranti, i piroscafi Sannio, Verona, Re Umberto, Valparaiso, Bulgaria, Cavour e Lazio, che avevano a bordo i reparti destinati allo sbarco ed all'occupazione dell'isola di Rodi (reggimenti di fanteria 34º, 43º, 57º e 58º, 4º Reggimento Bersaglieri, Battaglione Alpino Finestrelle, quattro batterie d'artiglieria, un plotone di cavalleggeri del Reggimento Piacenza, una compagnia di zappatori e reparti minori e di supporto), in totale 8.000 uomini. Dopo la partenza il convoglio si divise in due colonne circondate dalle navi di scorta, fruendo inoltre dell'appoggio a distanza di parte della squadra da battaglia italiana: dopo una navigazione senza intoppi, le navi diedero fondo nella baia di Calitea (Rodi) alle due del pomeriggio del 4 maggio. Alle quattro del pomeriggio ebbe inizio lo sbarco delle truppe, terminato in tre ore, poi furono messi a terra animali, artiglierie ed equipaggiamenti. La guarnigione turca si ritirò all'interno dell'isola, dove venne poi definitivamente costretta alla resa entro il 17 del mese.
Dopo la fine del conflitto il Città di Siracusa tornò al servizio di nave passeggeri.

### La prima guerra mondiale
Poco prima dell'ingresso dell'Italia nella prima guerra mondiale il Città di Siracusa fu nuovamente requisito, armato con due cannoni da 120/40 mm e 6 da 76/40 Mod. 1916 R.M. (secondo altre fonti con quattro cannoni da 120 e 6 mitragliere Breda 20/65 Mod. 1935) ed iscritto nel ruolo del naviglio ausiliario dello stato come incrociatore ausiliario. Il 24 maggio 1915 la nave aveva base a Brindisi, al comando del capitano di fregata Petrelluzzi. 
Lo stesso giorno 24 maggio, data dell'entrata in guerra, il Città di Siracusa ricevette il compito di effettuare un colpo di mano, insieme all'esploratore Libia, sull'isoletta di Pelagosa, piccolo punto di osservazione del Basso Adriatico in mano nemica. Nelle prime ore di quel giorno le due navi raggiunsero Pelagosa e vi sbarcarono un piccolo reparto, ma alle 6.17 il Città di Siracusa ricevette comunicazione che il cacciatorpediniere Turbine, al largo di Barletta, era impegnato in combattimento contro una superiore formazione nemica (esploratore Helgoland e cacciatorpediniere Lika, Tátra e Csepel). Interrotta l'azione, le due unità italiane diressero per il luogo dello scontro, troppo tardi per poter prestare soccorso al Turbine, frattanto affondato, ma alle 7.10 del mattino avvistarono, da circa 9.000 metri, la squadra austro-ungarica, contro la quale aprirono il fuoco. Le navi avversarie si allontanarono senza dare battaglia e dopo una ventina di minuti si rese necessario rompere il contatto, essendo ormai la distanza eccessiva per proseguire l'azione di fuoco. Mentre il Libia tornava a Pelagosa per prendere a bordo il reparto là sbarcato (non era infatti prevista, per il momento, l'occupazione stabile dell'isola), il Città di Siracusa diresse sul luogo dell'affondamento del Turbine, salvando nove naufraghi (altri 32, su un equipaggio di 51 uomini, erano già stati recuperati dalle navi austroungariche).

Il Città di Siracusa in transito presso il ponte girevole di Taranto

Il 23 febbraio 1916 l'incrociatore ausiliario (al comando del capitano di fregata Princivalle), insieme al similare Città di Catania ed ai cacciatorpediniere Ardito, Irrequieto e Bersagliere, giunse nella baia di Durazzo ed iniziò a bombardare con le proprie artiglierie le truppe austroungariche in avanzata, che stavano per occupare il porto albanese, in via di abbandono. Durante tale operazione un proiettile sparato dalle artiglierie austro-ungariche colpì il Città di Siracusa, causando qualche danno e la morte di un membro dell'equipaggio, oltre al ferimento di altri sette. Il 26 febbraio la nave (insieme a Libia, Città di Catania, all'incrociatore ausiliario Città di Sassari ed agli anziani arieti torpedinieri Puglia e Agordat), mantenendosi alla fonda, bombardò anche le postazioni avversarie a Capo Bianco, Rasbul, quota 200, nonché le alture dei dintorni, la diga e la strada per Tirana, sempre nell'ambito delle operazioni di evacuazione di Durazzo.
Il 31 maggio 1916 il  Città di Siracusa ed il cacciatorpediniere Ardito, mentre ispezionavano lo sbarramento del canale d'Otranto, attaccarono ed obbligarono alla ritirata (insieme al cacciatorpediniere Aquilone e alla torpediniera Centauro, partiti da Brindisi) i cacciatorpediniere austro-ungarici Pola e Balaton, che avevano attaccato lo sbarramento ed affondato il «drifter» Beneficient.
Verso la metà del 1916 l'unità venne destinata al gruppo incrociatori ausiliari Brindisi, insieme alle unità Città di Cagliari, Città di Catania, Città di Sassari e Città di Messina.
Concluso il conflitto, il 18 dicembre 1918 il Città di Siracusa, derequisito e radiato dal ruolo del naviglio ausiliario dello Stato, venne restituito alla società armatrice, riprendendo il servizio civile.

### Il servizio come nave distillatrice
Nel 1925 i piroscafi postali delle Ferrovie dello Stato passarono alla Compagnia Italiana Transatlantica (CITRA), che nel 1932, si fuse con la Florio Società Italiana di Navigazione, portando alla formazione dapprima della «Tirrenia Flotte Riunite Florio-Citra», e poi, il 21 dicembre 1936, a seguito dell'unione con altre compagnie minori, della Tirrenia Società Anonima di Navigazione.
Già nel 1931, tuttavia, il Città di Siracusa era stato nuovamente requisito dalla Regia Marina, armato con 3 mitragliere da 6,6 mm (per altre fonti, invece, due cannoni da 76/40mm) e dotato di attrezzature per la distillazione dell'acqua. Classificata nave distillatrice, l'unità entrò in servizio il 27 ottobre 1931. 
Nel 1935-1936, durante la campagna d'Etiopia, la nave venne inviata a Massaua per contribuire all'approvvigionamento d'acqua delle truppe italiane.
Radiata definitivamente il 19 maggio 1938, la Città di Siracusa venne successivamente avviata alla demolizione.